# Очоа, Арнальдо
Арна́льдо То́мас Очо́а Са́нчес (исп. Arnaldo Tomás Ochoa Sánchez; 1930, Гавана, Куба — 13 июля 1989, там же) — один из видных деятелей Кубы в правительстве Фиделя Кастро, дивизионный генерал (генерал-лейтенант), единственный Герой Республики Куба, впоследствии казнённый по обвинению в рэкете, коррупции и «крышевании» наркоторговли.

## Биография
Родился в семье фермеров. С самого создания подпольной группы Кастро принимал в ней активное участие. Участник боёв на Плайя Хирон в Заливе Свиней против экспедиционного корпуса сторонников свергнутого диктатора Батисты.
С 1965 года член Компартии Кубы, позднее избран членом ЦК КПК. Обучался в Академии им. Фрунзе (Москва).
В 1967—1969 годах обучал прокоммунистических повстанцев в Конго. Позднее принимал участие в неудачной попытке поднять восстание в Венесуэле. С 1975 года воевал в Анголе, в 1977 году возглавил кубинский экспедиционный корпус в Эфиопии, участвовал в войне против Сомали. Был специальным советником министра обороны Никарагуа Умберто Ортеги. К 1980 году заслужил репутацию кубинского национального героя.
12 июня 1989 года арестован по обвинению в коррупции, контрабанде алмазов и слоновой кости из Анголы, торговле наркотиками и растрате, дело передано в трибунал. По данным следствия, Очоа был связан с сетью Пабло Эскобара и Мануэля Норьеги. Очоа был близок к Раулю Кастро, но отказался сотрудничать. 25 июня разжалован в рядовые. 4 июля 1989 года Очоа, его адъютант Хорхе Мартинес, полковник Тони де ла Гуардиа и его подчинённый майор Амадо Падрон были приговорены к смертной казни за организацию транспортировки в США 6 тонн кокаина, принадлежащего Медельинскому картелю, и получение за это 3,4 миллиона долларов. Расстрел был произведён в ночь с 12 на 13 июля на базе ВВС Баракоа.
По мнению исследователя Антона Баумгартена, Очоа стоял во главе военного заговора против Фиделя Кастро, имевшего целью начать аналог советской перестройки на Кубе. Согласно утверждениям некоторых авторов, включая посмертные мемуары сотрудника ЦРУ Теда Шекли и заявления бывшего кубинского журналиста Рауля Мартина, переворотом Очоа планировали воспользоваться спецслужбы США и СССР, чтобы избавиться от Кастро. Иное объяснение предложил Рафаэль дель Пино, служивший под командованием Очоа в Анголе. По мнению дель Пино, процесс над Очоа и казнь генерала являлись попыткой политического руководства Кубы скрыть собственные связи с наркомафией.